# Alquilación
La alquilación es una reacción química a través de la que se agrega un grupo alquilo a una molécula orgánica. Es una reacción muy versátil en síntesis orgánica y permite obtener productos farmacéuticos, agrícolas, plásticos y detergentes.
El grupo alquilo es probablemente el grupo más común entre las moléculas orgánicas. Numerosas moléculas orgánicas objetivo o sus precursores sintéticos están formadas por una cadena alquílica que contiene grupos funcionales específicos en un determinado orden. Se utiliza la alquilación selectiva, o el agregado de partes a la cadena con los grupos funcionales deseados, especialmente cuando no existe un precursor biológico común. La alquilación con solo un átomo de carbono se denomina metilación. La reacción de Friedel Crafts es un ejemplo de alquilación que se emplea para añadir un grupo alquilo a un compuesto aromático (Figura 1).

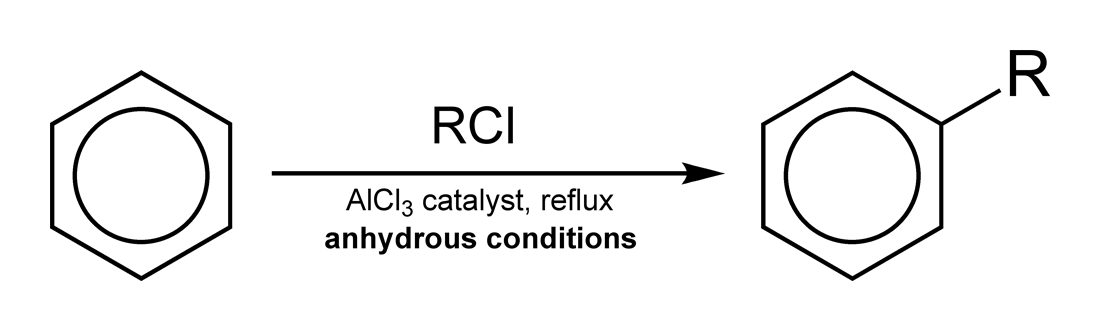
Figura 1. Alquilación del benceno Friedel-Crafts.

## Refinación del petróleo
En el contexto de la refinación del petróleo, se utiliza el vocablo «alquilación» para referirse a un procedimiento en donde se combinan olefinas con parafinas para formar isoparafinas de alto peso molecular. Es ordinario, la alquilación del isobutileno (olefina) con isobutano para producir una mezcla del isobutano con isooctano.
Es un proceso muy importante en la refinación del petróleo porque produce gasolinas estables, libre de materiales peligrosos como benceno, tolueno, azufre, que se conservan durante 3 a 5 años. Se llama gasolina alquilato y es con un número de octanos superior a 87, p. ej. para motosierras y vehículos históricos.

## Medicina
En el ámbito de la medicina, la alquilación del ADN se utiliza en quimioterapia para afectar el ADN de las células cancerígenas. La alquilación se realiza mediante un tipo de substancias denominadas agentes alquilantes.